# (35685) 1999 BT11
(35685) 1999 BT11 est un astéroïde de la ceinture principale d'astéroïdes découvert en 1999.

## Description
(35685) 1999 BT11 a été découvert le 21 janvier 1999 au Centre de recherches en géodynamique et astrométrie (CERGA), à Caussols en France, par le projet scientifique européen OCA-DLR Asteroid Survey (ODAS).

### Caractéristiques orbitales
L'orbite de cet astéroïde est caractérisée par un demi-grand axe de 2,25 ua, un périhélie de 2,11 ua, une excentricité de 0,06 et une inclinaison de 1,20° par rapport à l'écliptique. Du fait de ces caractéristiques, à savoir un demi-grand axe compris entre 2 et 3,2 ua et un périhélie supérieur à 1,666 ua, il est classé, selon la JPL Small-Body Database, comme objet de la ceinture principale d'astéroïdes.

### Caractéristiques physiques
(35685) 1999 BT11 a une magnitude absolue (H) de 16,1 et un albédo estimé à 0,298.